# Pikanto
Een pikanto is een gekruide snack, die gefabriceerd wordt door Mora. Hij is ook in de supermarkt verkrijgbaar, maar wordt voornamelijk geserveerd in de snackbar. De snack heeft de vorm van een staaf. Naast de pikanto is vaak ook een pikanto speciaal verkrijgbaar, die met mayonaise, curry en uitjes wordt geserveerd en een pikanto oriëntaal, met taugé, satésaus en gebakken uitjes.

## Bereiding
- Friteuse: (180 °C)
- Oven / grill: (250 °C)
- Koekenpan
- Airfryer: (200 °C)